# 1er corps d'armée (Bosnie-Herzégovine)
Pour les articles homonymes, voir 1er corps d'armée.
Le 1er corps d'armée de la République de Bosnie-Herzégovine est l'un des sept corps d'armée de la république de Bosnie-Herzégovine. Sa zone de responsabilité pendant la guerre de Bosnie-Herzégovine est la région de Sarajevo. Sarajevo étant assiégée par l'armée serbe pendant 1 425 jours, avec l'assistance des unités du HVO de Kiseljak sous le commandement du criminel de guerre Ivica Rajić, la tâche principale du 1er corps est d'empêcher l'entrée des unités serbes à Sarajevo.
En 1992, le 1er corps compte 34 500 membres et à la fin de la guerre en 1995, 40 500.

## Histoire
Par décision de la présidence de la république de Bosnie-Herzégovine du 18 août 1992 et par ordre du quartier général du commandement suprême de l'armée du 1er septembre 1992, le 1er corps d'armée est constitué, avec son quartier général à Sarajevo. Ce corps regroupe toutes les unités militaires de la région de Sarajevo constituées jusqu'alors, soit environ 30 000 soldats. Mustafa Hajrulahović (bs) en est nommé commandant, Vahid Karavelić (bs) adjoint et Enver Hadžihasanović (bs) chef d'état-major. À la mi-1993, le corps est réorganisé par la formation de groupes opérationnels. Trois groupes opérationnels sont formés :
- OG Sarajevo - basé à Sarajevo ;
- OG Tarčin - dont le siège est à Tarčin et comprend également Trnovo, Fojnica et Kiseljak ;
- OG Visoko - dont le siège est à Visoko, qui couvrait la zone allant de Visoko à Olovo.

Fin juin 1993, le commandant du corps Hajrulahović est transféré à l'état-major principal de l'armée de la république de Bosnie-Herzégovine, et le nouveau commandant est l'ancien adjoint, Vahid Karavelić. Avec le renforcement du corps d'armée, fin 1994, l'organisation interne de l'Armée de la République de Bosnie-Herzégovine est modifiée. Les anciens groupes opérationnels, organes de gestion et de commandement temporaires rattachés aux commandements des corps d'armée sont remplacés par des divisions, unités permanentes de l'armée de la République de Bosnie-Herzégovine. Suite à ces changements, trois divisions sont constituées au sein du 1er corps d'armée. La 12e division couvre la zone de la ville de Sarajevo (ancien OG Sarajevo), la 14e division couvre les zones relevant de la responsabilité de l'OG-1 Pazarić et une partie de l'OG-2 Visoko et a son quartier général à Tarčin (ancien OG Tarčin), tandis que le quartier général de la 16e division est fixé à Vareš (ancien OG Visoko),.
En septembre 1995, Nedžad Ajnadžić devient le troisième commandant du corps.

## Unités du1ercorps
Durant son existence, le 1er corps d'armée est composé de nombreuses unités de formations opérationnelles et tactiques variées, allant des compagnies et bataillons aux divisions. Nombre de ces unités changent de nom à plusieurs reprises au cours de leur existence, principalement pour des raisons organisationnelles, et sont connues sous différents noms.
- 1re brigade de cavalerie motorisée (bs)
- 1re brigade de montagne (bs)
- 2e brigade de cavalerie motorisée (bs)
- 2e brigade de montagne
- 3e brigade motorisée
- 4e brigade de cavalerie motorisée
- 5e brigade motorisée de Dobrinja
- 5e brigade d'infanterie
- 9e brigade de montagne (bs)
- 10e brigade de montagne (bs)
- 11e brigade d'infanterie
- 12e brigade d'infanterie (bs)
- 15e brigade motorisée
- Brigade d'artillerie
- Brigade HVO "Roi Tvrtko" (bs)
- 110e brigade de montagne (bs)

## Distinctions
Trois membres du 1er corps d'armée (Enver Šehović (bs), Safet Hadžić (bs) et Safet Zajko (bs)) reçoivent à titre posthume la plus haute distinction militaire, l'Ordre des Héros de la Guerre de Libération (bs). 472 membres reçoivent la décoration de guerre « Lys d'or (bs) », 19 membres reçoivent la décoration de guerre « Bouclier d'argent », tandis que 29 membres reçoivent les plus hautes distinctions d'État décernées par la Présidence de la République de Bosnie-Herzégovine. Par ailleurs, trois brigades de ce corps reçoivent la décoration collective « Glorieux » et quatre brigades la plus haute distinction collective « Chevalier ».